# Булонска декларация
Декларацията за същността на есперантизма (на есперанто: Deklaracio pri la esenco de Esperantismo), обикновено наричана Булонска декларация (на есперанто: Bulonja Deklaracio), е исторически документ, който установява някои важни предпоставки и принципи на есперантското движение.
Декларацията е написана от Людвик Заменхоф и е ратифицирана през 1905 г. от присъстващите на първия Световен есперантски конгрес, проведен в Булон сюр Мер, Франция.